# Rudolf Pichlmayr
Rudolf Pichlmayr (* 16. Mai 1932 in München; † 29. August 1997 in Acapulco, Mexiko) war ein deutscher Chirurg und als Leiter der Abteilung für Abdominal- und Transplantationschirurgie der Medizinischen Hochschule Hannover einer der führenden Transplantationsmediziner in Deutschland. Er gilt als Pionier der Lebertransplantation. Die Einführung des Begriffs „Transplantationsmedizin“ geht auf Pichlmayr zurück.

## Leben
Rudolf Pichlmayr wuchs in München auf und studierte hier von 1951 bis 1956 Medizin an der Ludwig-Maximilians-Universität. Danach arbeitete er zunächst als Assistenzarzt in der Pathologie und Kinderchirurgie, bevor er 1960 zu Rudolf Zenker an die Chirurgische Klinik der Universität München kam. Pichlmayrs Schwerpunkt in der Ausbildung bei Zenker wurde die Behandlung immunologischer Probleme, die in Form von Abstoßungsreaktionen nach einer Transplantation von Fremdgewebe auftreten. Seine Habilitationsschrift Herstellung und Wirkung heterologer Anti-Hundelymphozyten-Seren war wegweisend für die Entwicklung früher immunsuppressiver Methoden. So kamen bei der ersten Herztransplantation durch Christiaan Barnard von 1967 die von Pichlmayr entwickelten antilymphozytischen Globuline zum Einsatz. An der Entwicklung dieses Antilymphozytenserums (ALS) war auch der Leiter des Instituts für Chirurgische Forschung in München Walter Brendel beteiligt, an dessen Institut Pichlmayr war.
1968 wechselte er von München nach Hannover an die MHH, wo er in der Abteilung für Thoraxchirurgie unter Hans Georg Borst arbeitete. Bereits ein Jahr später leitete er die Abteilung für spezielle Chirurgie und Transplantationswesen. 1973 schließlich wurde Pichlmayr Ordinarius am Lehrstuhl für Abdominal- und Transplantationschirurgie. Das Institut wurde unter seiner Leitung eines der weltweit führenden Forschungszentren der Transplantationsmedizin. Zahlreiche Operationstechniken wurden hier entwickelt. 1988 nahm Pichlmayr die weltweit erste sogenannte Split-liver-Transplantation vor, bei der die Spenderleber geteilt und in zwei Transplantatempfänger eingepflanzt wurde. In seiner Zeit an der MHH war er an 4.278 Transplantationen von Leber, Niere und Pankreas beteiligt.
Zusammen mit seiner Frau Ina gründete er die „Stiftung Rehabilitation nach Organtransplantation bei Kindern und Jugendlichen“ (später „Rudolf Pichlmayr-Stiftung“), die sich für die körperliche und psychische Rekonvaleszenz von Kindern und Jugendlichen nach einer Organtransplantation einsetzt. Die Stiftung erwarb 1990 einen Bauernhof, der in der Folge zum Rehabilitationszentrum Ederhof umgebaut wurde.
Pichlmayr erhielt zahlreiche Auszeichnungen, wie 1985 den Ernst-Jung-Preis, den Erich-Lexer-Preis, 1986 den Lucie-Bolte-Preis und 1987 den Niedersachsenpreis. Ebenfalls im Jahr 1986 wurde er zum Mitglied der Leopoldina gewählt. Außerdem war er Mitglied der Zentralen Ethikkommission bei der Bundesärztekammer. Im Jahr 1990 wurde Pichlmayr zum „Mediziner des Jahres“ gewählt. Zuletzt war er Präsident der Deutschen Gesellschaft für Chirurgie.
Rudolf Pichlmayr starb während eines Mexiko-Aufenthaltes im Rahmen des 37. Weltkongresses für Chirurgie in Acapulco beim morgendlichen Schwimmen. Am 12. Januar 2006 wurde in Hannover die Alexis-Carrel-Straße in „Rudolf-Pichlmayr-Straße“ umbenannt. Seine Frau Ina Pichlmayr (* 1932) war bis zu ihrer Emeritierung Professorin für Anästhesiologie an der MHH. Habilitiert hatte sie sich 1968 in München mit einer Arbeit Über den Einfluss verschiedener Narkosearten auf Durchblutung und Funktion der Leber sowie Durchblutung der Hirnrinde.

## Schriften (Auswahl)
- Das Mamma-carcinom. In: Brun’s Beiträge zur klinischen Chirurgie. Band 213, 1966, S. 40 ff.
- mit Bernd Grotelüschen: Chirurgische Therapie. Richtlinien zur prä-, intra- und postoperativen Behandlung in der Allgemeinchirurgie. Springer-Verlag, Berlin / Heidelberg / New York 1978, ISBN 3-540-08600-5.
- mit D. Löhlein, L. Lehr und M. Torök: Die Korrektur von Aminosäurenimbalancen als adjuvante Therapie bei septischer Peritonitis. In: Infusionstherapie. 10, 1983, S. 46 ff.
- mit anderen: Transplantation einer Spenderleber auf zwei Empfänger (Splitting-Transplantation): Eine neue Methode in der Weiterentwicklung der Lebersegment-Transplantation. In: Langenbecks Archiv für Chirurgie. Band 373, 1988, S. 127–130. PMID 3287073.
- mit anderen: Organ transplantation: what are the limits? In: Transplantation Proceedings. Band 24, 1992, S. 2404–2406. PMID 1465809.
- mit Hans-Jürgen Schlitt: Liver transplantation – an important clinical therapy and a unique pportunity for research. In: Behring Institute Mitteilungen. Band 91, 1992, S. 191–196. PMID 1524566.